# Uroš Trefalt
Uroš Trefalt, slovenski gledališki, lutkovni in filmski režiser, pedagog ter publicist, * 21. julij 1965, Kranj.
Živi in deluje v Pragi, kjer poučuje na filmski šoli FAMU. Sodeluje med drugim s češko televizijo in pri različnih umetniških projektih.